# Regina-Germania
Regina-Germania est une goélette à gréement bermudien. C'est un voilier-école privé allemand. Son port d'attache est Francfort-sur-le-Main en Allemagne.

## Histoire
Regina-Germania a été construit, en 1980 à Feltz Hambourg, en Allemagne pour son propriétaire actuel. Sa coque est en acier et le propriétaire et sa famille ont aménagé l'intérieur durant quatre ans. Le voilier dispose de six couchettes, deux salons et une cuisine. Achevé et lancé en 1984 , le voilier participe, depuis 1991, régulièrement aux  Tall Ships' Races. 
En 2017, il a participé à l'intégralité de la RDV2017 Tall Ships' Races Regatta. À l'arrivée de la 5e étape reliant Halifax (Canada) au Havre il est arrivé premier de la Classe C, devant Spaniel  Lettonie. 
Il  a participé au rassemblement Les Grandes Voiles du Havre.